# 詹姆斯·约翰斯顿
詹姆斯·约翰斯顿（英語：James Johnston，1994年8月26日—），英国男子赛艇运动员。他曾代表英国参加保加利亚普罗夫迪夫举行的2018年世界赛艇锦标赛，获得男子四人单桨无舵手铜牌。